# 一橋派
一橋派（ひとつばしは）は、13代将軍徳川家定の継嗣問題について、御三卿の一つである一橋徳川家の当主・徳川慶喜（のちの15代将軍）を推した一派。

## 概要
徳川家定は病弱で、若年にもかかわらず長命や嗣子誕生は絶望視されていた。自然後継者問題が勃発するが、年長かつ賢明であるとして一橋慶喜を推したのが一橋派である。
一橋慶喜の実父である前水戸藩主・徳川斉昭を筆頭に、実兄の水戸藩主・徳川慶篤、越前藩主・松平慶永、尾張藩主・徳川慶勝などの親藩大名や、開明的思想で知られた外様大名である薩摩藩主・島津斉彬、宇和島藩主・伊達宗城、土佐藩主・山内豊信らがいた。紀州徳川家の徳川慶福（のちの14代将軍徳川家茂）を継嗣に推挙していた南紀派と対立した。
従来、幕政を主導していた譜代大名が多かった南紀派に対し、一橋派は幕政から遠ざけられていた親藩や外様大名が中心であり、背景には老中首座・阿部正弘（備後福山藩主）がこれら親藩・外様大名を幕政に参与させたことによる発言力の高まりがあった。
外交政策においては、水戸藩のような強硬な攘夷派と薩摩藩や宇和島藩のような積極的な開国派が混在していた。
一橋派は、安政3年（1856年）に島津斉彬が養女（天璋院）を家定の後室に据えるなど大奥への工作も図ったが、謹厳実直な徳川斉昭は奢侈を好む大奥からは嫌われ、勢力を浸透させられなかった。斉昭は女好き、子だくさんとして知られその方面の醜聞が大奥に流されたほか、大奥では「そもそも水戸は紀州に比べてはるかに血縁が遠く、御三家といっても水戸など下々なら他人同然」という声もあった（海音寺潮五郎「西郷隆盛」朝日文庫）。阿部の死後、幕閣を主導した老中・堀田正睦（佐倉藩主）は一橋派に好意を示し、安政5年（1858年）の日米修好通商条約を巡る争いも絡んで、京都の朝廷を巻き込んで両派の対立は激化した。
幕府の重職では、若年寄・本郷泰固、勘定奉行・川路聖謨、永井尚志、大目付・土岐頼旨、目付・鵜殿氏銳、岩瀬忠震、一色直温、駒井朝温、京都町奉行・浅野長祚が一橋派の論客だった。
松平慶永の腹心・橋本左内や島津斉彬の腹心・西郷隆盛らも京都で暗躍したが、南紀派の重鎮・井伊直弼（彦根藩主）が大老に就任したことで、条約問題も継嗣問題も一挙に井伊の主導の下に解決が図られ、結局慶福が継嗣となって一橋派は敗北した。
この措置に憤った斉昭・慶篤親子・慶勝・慶永らは許可なく江戸城へ登城し、井伊に談判におよんだため、蟄居謹慎を命ぜられる。これを機に井伊は「安政の大獄」を開始。京都でも南紀派の老中・間部詮勝（鯖江藩主）が弾圧を行い、一橋派大名は軒並み隠居・謹慎の憂き目にあった（率兵上京により情勢を挽回しようとした島津斉彬は出兵直前に病死）。これらの大名が復権するのは桜田門外の変で井伊が暗殺され、斉彬の弟・島津久光が率兵上京を敢行して、幕府に迫り文久の改革を行わせた後となる。